# ريتا وولف
ريتا وولف (بالهندية: रीता वूल्‌फ؛ بالإنجليزية: Rita Wolf) هي ممثلة هندية، ولدت في 25 فبراير 1960 في كلكتا في الهند.

## وصلات خارجية
- ريتا وولف على موقع IMDb (الإنجليزية)
- ريتا وولف على موقع ألو سيني (الفرنسية)
- ريتا وولف على موقع ميوزك برينز (الإنجليزية)
- ريتا وولف على موقع أول موفي (الإنجليزية)
- ريتا وولف على موقع قاعدة بيانات برودواي على الإنترنت (الإنجليزية)
- ريتا وولف على موقع قاعدة بيانات الأفلام السويدية (السويدية)
- ريتا وولف على موقع ديسكوغز (الإنجليزية)
- ريتا وولف على موقع قاعدة بيانات الفيلم (الإنجليزية)
- ريتا وولف على موقع كينوبويسك (الروسية)